# فرودگاه آکسبو رنچ
 فرودگاه آکسبو رنچ (به انگلیسی: Oxbow Ranch Airport) یک فرودگاه خصوصی است که یک باند فرود آسفالت دارد و طول باند آن ۹۴۴ متر است. این فرودگاه در کشور ایالات متحده آمریکا قرار دارد و در ارتفاع ۱۲۱۰ متری از سطح دریا واقع شده است.